# USS Franklin D. Roosevelt (CV-42)
O USS Franklin D. Roosevelt (CV-42) foi um porta-aviões da Marinha dos Estados Unidos, pertencente à Classe Midway.

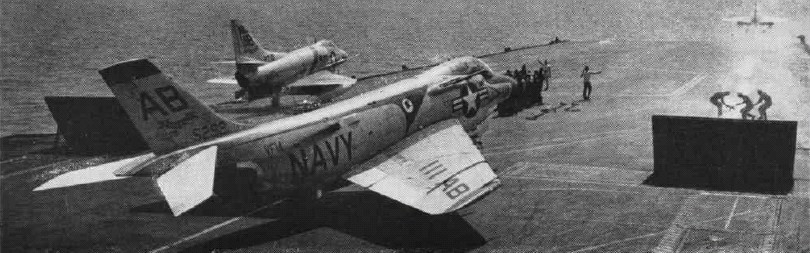
Aeronave F3H-2 a bordo do Roosevelt.
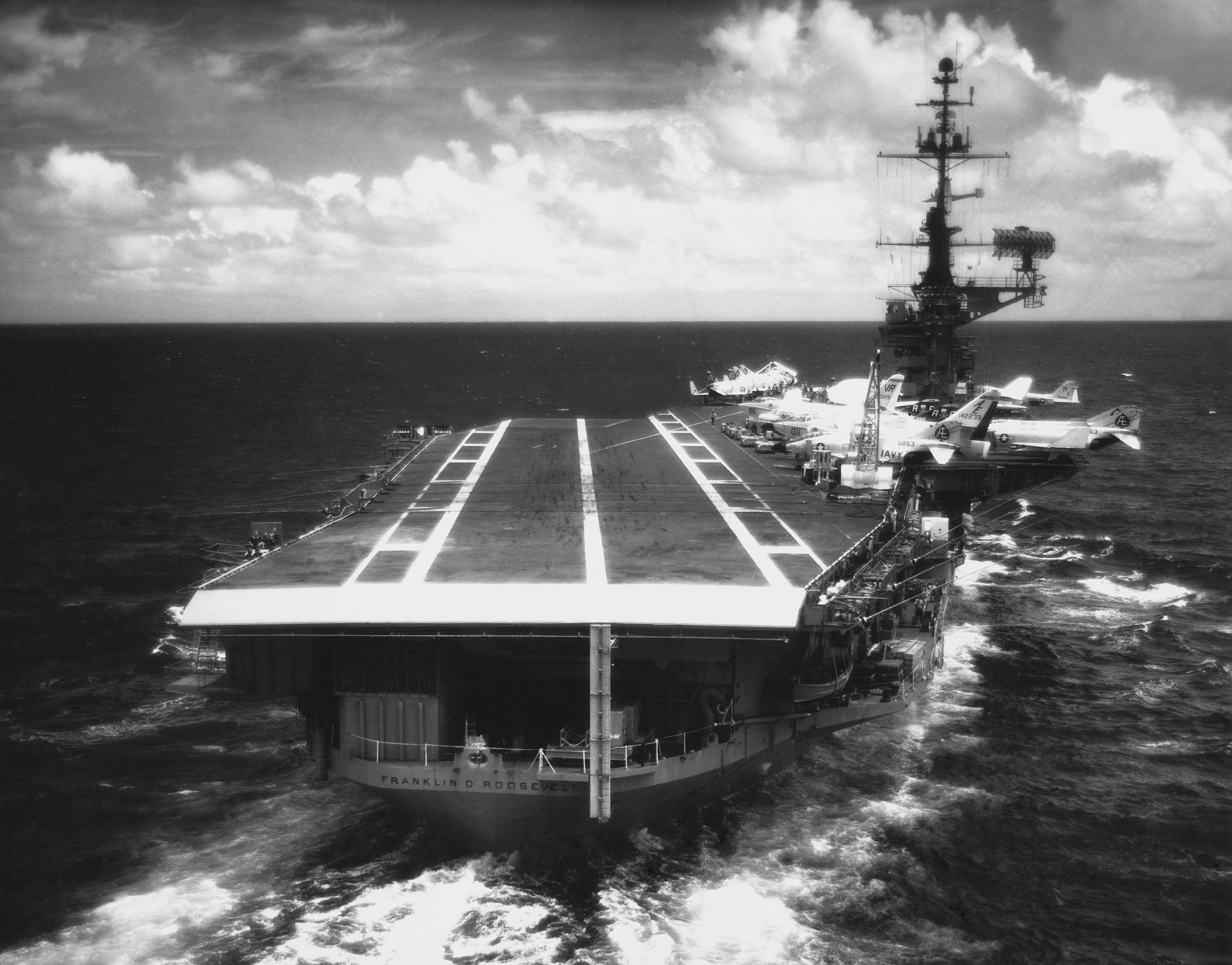
USS Franklin D. Roosevelt (CV-42) 1970

## Origem do nome
O navio foi comissionado em 29 de abril de 1945 USS Coral Sea, nove dias após teve o seu nome mudado para USS Franklin D. Roosevelt (CV-42) como uma homenagem ao 32.° presidente dos Estados Unidos Franklin Delano Roosevelt falecido em 12 de abril de 1945.

## História
A sua primeira missão foi uma viagem ao porto do Rio de Janeiro para participar da posse de Eurico Gaspar Dutra décimo sexto Presidente do Brasil. Esteve em operação entre os anos de 1945 a 1977. Fez parte da Sexta Frota dos Estados Unidos, presente por muito tempo no o Mar Mediterrâneo. Participou na Guerra do Vietnam. Foi retirado de serviço em 1977, e logo depois foi vendido como sucata.

## Honrarias e condecorações
| Nomenclatura e barretas das honrarias e condecorações | Nomenclatura e barretas das honrarias e condecorações | Nomenclatura e barretas das honrarias e condecorações           |
| Meritorious Unit Commendation                         | Navy Expeditionary Medal com 3 estrelas de serviço    | Navy Occupation Service Medal                                   |
| ----------------------------------------------------- | ----------------------------------------------------- | --------------------------------------------------------------- |
|                                                       | Bronze star · Bronze star · Bronze star               |                                                                 |
| Vietnam Service Medal com 5 estrelas de serviço       | Navy E Ribbon com insígnia "E"                        | Republic of Vietnam Meritorious Unit Citation (Gallantry Cross) |
| Silver star                                           |                                                       |                                                                 |